# Токс
Токс (фр. Tox, корс. Tocchisi) — коммуна во Франции, находится в регионе Корсика. Департамент коммуны — Верхняя Корсика. Входит в состав кантона Моита-Верде. Округ коммуны — Корте.
Код INSEE коммуны — 2B328.

## Население
Население коммуны на 2008 год составляло 106 человек.
| 1962 | 1968 | 1975 | 1982 | 1990 | 1999 | 2008 |
| ---- | ---- | ---- | ---- | ---- | ---- | ---- |
| 158  | 146  | 148  | 180  | 169  | 142  | 106  |

## Экономика
В 2007 году среди 59 человек в трудоспособном возрасте (15—64 лет) 29 были экономически активными, 30 — неактивными (показатель активности — 49,2 %, в 1999 году было 46,7 %). Из 29 активных работали 27 человек (19 мужчин и 8 женщин), безработными были 2 женщины. Среди 30 неактивных 3 человека были учениками или студентами, 11 — пенсионерами, 16 были неактивными по другим причинам.